# 802年
| 千纪： | 1千纪                                                                                           |
| 世纪： | 8世纪 \| 9世纪 \| 10世纪                                                                        |
| 年代： | 770年代 \| 780年代 \| 790年代 \| 800年代 \| 810年代 \| 820年代 \| 830年代                       |
| 年份： | 797年 \| 798年 \| 799年 \| 800年 \| 801年 \| 802年 \| 803年 \| 804年 \| 805年 \| 806年 \| 807年 |
| 纪年： | 壬午年（马年）；唐貞元十八年；南诏上元十九年；日本延曆二十一年；渤海国正曆八年                  |

## 大事记
- 因吐蕃在西川、云南一带的战局处于劣势，论莽热被赤德松赞任命为东鄙五道节度群牧大使，亲率大军十万，救援被围困在维州的蕃军。唐将韦皋联合南诏，在山间设下埋伏，引诱论莽热追击。论莽热轻敌，中伏，大败被俘。论莽热被执送长安，吐蕃遂由盛轉衰。
- 阇耶跋摩二世擊敗來自爪哇的夏連特拉王朝，建立高棉帝國，立都于吳哥城。

## 出生
- 畢諴，唐朝宰相
- 田懷諫，唐朝节度使
- 劝利晟，南诏国王
- 赤祖德贊，吐蕃赞普
- 小野篁，日本贵族

## 逝世
- 林披，唐朝官员。
- 君士坦丁六世，拜占庭帝国皇帝。
- 承远，唐朝僧人。
- 阿弖流為，日本平安時代初期的一位蝦夷酋長。